# 土州灘浪五郎
土州灘 浪五郎（としゅうなだ なみごろう、1909年10月31日 - 没年不明）は、昭和時代の大相撲力士。二子山部屋→二所ノ関部屋所属。本名は石川 久治（いしかわ ひさじ）。高知県香美郡香我美町（現香美市）出身。最高位は西十両14枚目。得意技は左四つ、下手投げ。

## 経歴
同郷の前頭・土州山役太郎の二子山部屋に入門。1928年1月場所に初土俵を踏む。1936年5月場所に十両に昇進。この場所は1勝10敗と大きく負け越し、1場所で幕下に落ちた。幕下から三段目に落ち、1942年5月場所で廃業した。

## 主な成績
- 通算成績：69勝92敗1休  勝率.429
- 十両成績：1勝10敗  勝率.091
- 現役在位：18場所
- 十両在位：1場所

### 場所別成績
| 1928年 （昭和3年） | （前相撲）         | x | x                        | x |
| 1929年 （昭和4年） | x                  | x | x                        | x |
| 1930年 （昭和5年） | x                  | x | x                        | x |
| 1931年 （昭和6年） | x                  | x | x                        | x |
| 1932年 （昭和7年） | x                  | x | x                        | x |
| 1933年 （昭和8年） | x                  | x | x                        | x |
| 1934年 （昭和9年） | x                  | x | 東幕下3枚目 6–5          | x |
| 1935年 （昭和10年） | 西幕下筆頭 3–8     | x | 東幕下13枚目 7–4         | x |
| 1936年 （昭和11年） | 西幕下3枚目 6–4–1  | x | 西十両14枚目 1–10        | x |
| 1937年 （昭和12年） | 西幕下12枚目 6–5   | x | 西幕下7枚目 7–6          | x |
| 1938年 （昭和13年） | 東幕下3枚目 5–8    | x | 西幕下17枚目 3–4         | x |
| 1939年 （昭和14年） | 東幕下22枚目 3–4   | x | 西幕下27枚目 3–5         | x |
| 1940年 （昭和15年） | 東幕下34枚目 3–5   | x | 西幕下34枚目 1–7         | x |
| 1941年 （昭和16年） | 西三段目12枚目 3–5 | x | 東三段目20枚目 4–4       | x |
| 1942年 （昭和17年） | 西三段目12枚目 4–4 | x | 西三段目3枚目 引退 4–4–0 | x |
| 各欄の数字は、「勝ち-負け-休場」を示す。 優勝 引退 休場 十両 幕下 三賞：敢=敢闘賞、殊=殊勲賞、技=技能賞 その他：★=金星 番付階級：幕内 - 十両 - 幕下 - 三段目 - 序二段 - 序ノ口 幕内序列：横綱 - 大関 - 関脇 - 小結 - 前頭（「#数字」は各位内の序列） |                    |   |                          |   |

## 改名歴
- 土佐ノ浦（とさのうら）1928年1月場所 - 1935年1月場所
- 土州灘 浪五郎（としゅうなだ なみごろう）1935年5月場所 - 1942年5月場所